# (1846) Bengt
(1846) Bengt es un asteroide perteneciente al cinturón de asteroides descubierto el 24 de septiembre de 1960 por Ingrid van Houten-Groeneveld, Cornelis Johannes van Houten y Tom Gehrels desde el observatorio del Monte Palomar, Estados Unidos.

## Designación y nombre
Bengt fue designado inicialmente como 6553 P-L.
Más adelante se nombró en honor del astrónomo danés Bengt Strömgren (1908-1987).

## Características orbitales
Bengt está situado a una distancia media del Sol de 2,338 ua, pudiendo acercarse hasta 2,007 ua y alejarse hasta 2,67 ua. Su inclinación orbital es 3,184° y la excentricidad 0,1417. Emplea 1306 días en completar una órbita alrededor del Sol.